# Ligny-Thilloy
Ligny-Thilloy är en kommun i departementet Pas-de-Calais i regionen Hauts-de-France i norra Frankrike. Kommunen ligger i kantonen Bapaume som tillhör arrondissementet Arras. År 2022 hade Ligny-Thilloy 517 invånare.

## Befolkningsutveckling
Antalet invånare i kommunen Ligny-Thilloy
| Referens: INSEE |